# Washington-universiteit te Saint Louis
De Washington-universiteit te Saint Louis (Washington University in Saint Louis, of simpelweg WashU) is een particuliere onderzoeksuniversiteit in Saint Louis, Missouri, Verenigde Staten.
De universiteit stamt uit 1853. De instelling werd opgericht door een groep van 17 lokale zakenmannen, politici en religieuze leiders om het gebrek aan instellingen voor hoger onderwijs in het Middenwesten aan te pakken. Tot de bekendste oprichters behoren senator Wayman Crow en William Greenleaf Eliot, een unitarische dominee, en trouwens de grootvader van T.S. Eliot. Korte tijd, van 1853 tot 1854, was de naam van de instelling trouwens het Eliot Seminary, tot groot ongenoegen van William Eliot zelf die de familienaamsvermelding ongepast vond en ook seminary te beperkend vond en de suggestie zou wekken dat de universiteit zich op godsdienstonderwijs toelegde. De Board koos dan in 1854 voor Washington Institute in ere van president George Washington, in 1856 voor Washington University. Om naamsverwarring met de George Washington-universiteit of de Universiteit van Washington te vermijden of de suggestie dat de universiteit in de staat Washington of in Washington D.C. gelegen zou zijn, duidelijk te vermijden, koos de Board of Trustees van de instelling ervoor in 1976 "in St. Louis" aan de officiële naam van de universiteit toe te voegen.
In 2017 telt de hogeronderwijsinstelling ruim 14.000 studenten.
Vijfentwintig Nobelprijswinnaars hebben een affiliatie met WashU, waarbij acht van hen hun baanbrekend en bekroond werk aan deze instelling hebben verricht, met name Douglass North, Joseph Erlanger, Herbert Gasser, Carl en Gerty Cori, Arthur Kornberg, Stanley Cohen en Rita Levi-Montalcini. Volgens de Academic Ranking of World Universities was de instelling in 2016 de op tweeëntwintig na beste universiteit ter wereld waarbij naar een aantal parameters van onderzoekscapaciteit en output wordt gekeken.
Washington University in St. Louis werd meermaals door de Commission on Presidential Debates als gastheer van presidentiële en vice-presidentiële verkiezingsdebatten geselecteerd, meer dan elke andere instelling in de Amerikaanse geschiedenis. Zo vonden presidentiële debatten recent plaats in het Washington University Athletic Complex in 1992, 2000, 2004 en 2016. Een debat was ook gepland in 1996, maar agendaproblemen van de toenmalige kandidaten leidden tot de annulering. De universiteit was ook gastheer voor het debat tussen de kandidaat-vice-presidenten in 2008, waarbij op 2 oktober 2008 de republikeinse Sarah Palin het opnam tegen de democratische Joe Biden. Het tweede debat van de reeks in 2016, tussen Donald Trump en Hillary Clinton ging door op 9 oktober 2016.